# Emil Frend Öfors
Emil Frend Öfors, född 13 september 1994 i Stockholm, är en svensk handbollsspelare (vänstersexa).
I januari 2017 debuterade han i Sveriges landslag, i en träningsmatch dagarna innan VM i Frankrike. Han följde med truppen och var med under träningarna, som reserv. Inför den fjärde gruppspelsmatchen mot Qatar blev han inskriven i den officiella VM-truppen, och gjorde därmed sin mästerskapsdebut.
I juli 2017 värvades han av den tyska storklubben THW Kiel för att ersätta österrikaren Raul Santos, som ådragit sig en långtidsskada. Året efter gick han till HSG Wetzlar. Sedan 2020 spelar Emil i IFK Kristianstad. Han var med och blev Svensk mästare och Svensk cupmästare 2023 med Kristianstad. Han blev uttagen i Handbollsligans All star team säsongen 2022/2023 och 2023/2024.

## Klubbar
- IFK Tumba (–2014)
- Alingsås HK (2014–2017)
- THW Kiel (2017–2018)
- HSG Wetzlar (2018–2020)
- IFK Kristianstad (2020–)